# Psammocora albopicta
Espèce
Statut de conservation UICN

 DD  : Données insuffisantes
Statut CITES
Psammocora albopicta  est une espèce de coraux de la famille des Psammocoridae.

## Publication originale
- Benzoni, 2006 : Psammocora albopicta sp. nov., a new species of scleractinian coral from the Indo-West Pacific (Scleractinia; Siderastreidae). Zootaxa, vol. 1358, n. 1, pp. 49–57 (introduction) (en).